# Remijia ulei
Remijia ulei är en måreväxtart som beskrevs av Kurt Krause. Remijia ulei ingår i släktet Remijia och familjen måreväxter. Inga underarter finns listade i Catalogue of Life.